# Vladimir Gustavovič Tizengauzen
Vladimir Gustavovič Tizengauzen (in russo Влади́мир Гу́ставович Тизенга́узен?, e in tedesco: Ernst Woldemar Baron v. Tiesenhausen; Narva, 25 febbraio 1825 – San Pietroburgo, 2 febbraio 1902) è stato un orientalista e numismatico tedesco con cittadinanza russa.
Fu membro corrispondente dell'Accademia delle scienze di San Pietroburgo per la categoria della letteratura orientale(1893). Faceva parte della famiglia dei baroni Tiesenhausen.

## Biografia
Studiò all'Università di San Pietroburgo nel dipartimento di letteratura orientale (1848).
Fu uno degli allievi di Christian Martin Joachim Frähn. Non aveva una fortuna propria e dopo la laurea passò 12 anni come sottufficiale. Nel 1861 ottenne un incarico nella Commissione archeologica imperiale.
È stato impegnato in numerosi scavi di antiche città greche sul Mar Nero e di kurgan nei territori dell'attuale Ucraina e della Ciscaucasia, tra cui, nel 1878, di un insediamento sindi, Semibratnee.
Nel 1901 gli fu conferita la medaglia della Royal Numismatic Society.

## Lavori principali
- О саманидских монетах (O samanidskich monetach - Sulle monete samanidi). San Pietroburgo, 1855
- Die Geschichte der Ogailiden Dynastie. San Pietroburgo, 1859
- Монеты восточного халифата (Monety vostočnogo chalifata - Monete del califfato orientale). San Pietroburgo, 1873
- Френовы рукописи и академик Дорн (Frenovy rukopisi i akademik Dorn - Scritti di Frähn e l'accademico Dorn). Varsavia, 1877
- Обзор совершенных в России трудов по восточной нумизматике (Obroz soveršennych b Rossii trudov po vostočnoj numizmatike - Panoramica dei lavori effettuati in Russia a proposito della numismatica orientale). San Pietroburgo, 1876
- Notice sur une collection de monnaies orientales de M. le comte S. Stroganoff. San Pietroburgo, 1880
- Сборник материалов, относящихся к истории Золотой Орды, извлечение из арабских источников (Sbornik materialov, otnosjaščichsja k istori Zolotoj Ordy, izvlečenie iz arabckich istočnikov - Raccolta di materiali, relativi alla storia dell'Orda d'oro, secondo le fonti arabe), vol. I, San Pietroburgo, 1884
  - .. vol. II, Accademia delle scienze dell'Unione sovietica, 1941

Le due raccolte di materiali («Сборник материалов…») hanno particolare importanza, che mantengono ancora la loro attualità, come una preziosa raccolta di documenti provenienti da fonti primarie scarsamente accessibili. Il lavoro fu svolto grazie al mecenatismo del presidente della Commissione Archeologica, il conte Sergej Grigor'evič Stroganov (1794—1882). Grazie a lui il barone poté anche viaggiare in Europa nel 1880 per raccogliere documenti sulla storia dell'Orda d'oro. Così i risultati di questa ricerca furono pubblicati nel 1884, sempre grazie al Stroganov, con il titolo di "Raccolta di materiali...".
Tizengauzen fece anche degli estratti di documenti in lingua persiana, che furono elaborati, ma non pubblicò, forse a causa di una mancanza di sostegno finanziario, dopo la morte di Stroganov.
Nel 1941, sulla base dei lavori di Tizengauzen, Aleksandr Aleksandrovič Romaskevič (1885 - 1942) e Semën L'vovič Volin (1909 - 1943) hanno curato e pubblicato il secondo volume.

### Opere
- Сборник материалов, относящихся к истории Золотой Орды
  - Том I. Извлечения из сочинений арабских, San Pietroburgo, edizione della Tipografia dell'Accademia imperiale delle scienze, 1884, pagine XVI, 564
  - Том II. Извлечения из персидских сочинений, Mosca - Leningrado, Accademia delle scienze dell'Unione sovietica,  1941, pagine 308, tiratura:  4 000 copie